# Emil Hübner
Emil Hübner (Düsseldorf, 7 de juliol de 1834 - Berlín, 21 de febrer de 1901) va ser un epigrafista, arqueòleg i historiador alemany.

## Biografia
Fill del pintor historicista Julius Hübner després d'estudiar a les universitats de Berlín i Bonn va viatjar per Europa per a dur a terme investigacions arqueològiques i epigràfiques.
Comissionat pel govern prussià per a l'edició de diversos volums del Corpus Inscriptionum Latinarum, a partir de 1860 va estar-se durant llargs períodes a la península Ibèrica recopilant inscripcions epigràfiques. A Espanya va establir contacte amb estudiosos i acadèmics, com Eduard Saavedra o Juan de Dios de la Rada, i antiquaris, com Aureliano Fernández-Guerra. També va col·laborar activament amb la Real Academia de la Historia i va participar en projectes com la creació del Museu Arqueològic Nacional. El 1862 publicà Die antiken Bildwerke in Madrid, primer catàleg de l'escultura antiga del Museu del Prado.
En 1870 Hübner va ser nomenat catedràtic de Filologia Clàssica a la Universitat Humboldt de Berlín, però va continuar col·laborant i mantenint un contacte actiu amb estudiosos espanyols, com Manuel Gómez-Moreno.

## Obra
Entre la seva obra epigràfica destaca:
- Inscriptiones Hispaniae Latinae, 1869, Reimer, Berlín, 1869; reimpressió de Gruyter, Berlín, 1974, ISBN 3-11-003187-6 (Corpus Inscriptionum Latinarum, 2). Suplement, 1892; reimpressió, 1962.
- Inscriptiones Hispaniae Christianae, 1871, 2 volums, 1871–1900; reimpressió Olms, Hildesheim, 1975, ISBN 3-487-05483-3.
- Inscriptiones Britanniae Latinae, 1873, Reimer, Berlín, 1873; reimpressió, 1996, ISBN 3-11-003194-9 (Corpus Inscriptionum Latinarum, 7).
- Inscriptiones Britanniae Christianae, 1876.
- La Arqueología de España, 1888.
- Monumenta linguae Ibericae, 1893.
- Exempla scripturae epigraphicae Latinae. A Caesaris dictatoris morte ad aetatem Justiniani. Berlín, 1885; reimpressió, 1979, ISBN 3-11-004139-1 (Corpus Inscriptionum Latinarum, Actuarium).

Hübner també va escriure dos manuals per a l'estudiant de clàssiques: 
- Grundriss zu Vorlesungen über die römische Literaturgeschichte, Weidmann, Berlín, 1876; 2.ª ed., Hertz, Berlín, 1889; reimpressió Olms, Hildesheim, 1973, ISBN 3-487-04737-3.
- Bibliographie der classischen Altertumswissenschaft (2a edició, 1889).

Altres obres seves d'importància són:
- De senatus populisque Romani actis, Teubner, Leipzig, 1859 (Tesi doctoral).
- Die antiken Bildwerke in Madrid, Berlín, 1862.
- Exempla Scripturae Epigraphicae Latinae, 1885.
- Römische Herrschaft in Westeuropa, 1890.
- Romische Epigraphik (2a edició, 1892).